# 阿尔布雷希特·韦伯
阿尔布雷希特·韦伯（德語：Albrecht Weber，德語發音：[ˈalbʁɛçt ˈveːbɐ]，1825年2月17日—1901年11月30日）是德国印度学家，历史学家。知名于对《吠陀》的研究。
他最知名的一句话是，“佛教从一开始就在伸张人的普世权利，它超出了种族的局限，成为一种最古老的普世宗教”。

## 生平
出生于弗罗茨瓦夫，父亲是政治经济学教授。先后在家乡、波恩和柏林学习。1842年开始研究梵语语言文学。1845年以一篇关于《夜柔吠陀》的论文获得弗羅茨瓦夫大學博士学位。
1846年访问英格兰和法国讲学。1848年回到柏林后，成为柏林大學无俸讲师，1856年成为梵语及印度历史文学准教授。1857年8月24日成为普鲁士科学院正式院士。1867年成为正教授。

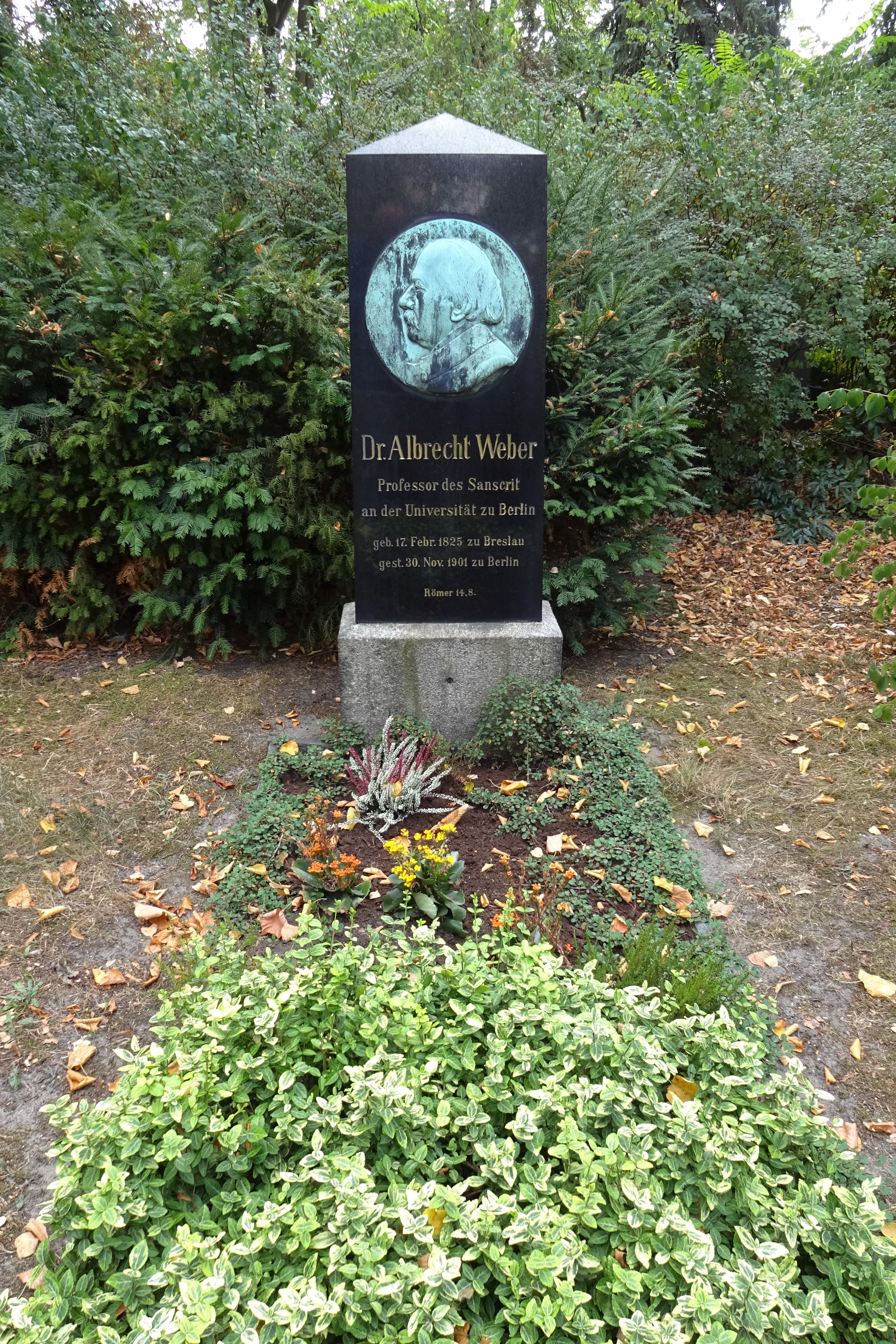
位于柏林新克尔恩的墓地

1901年在柏林逝世。

## 著作
主要研究吠陀学，确立了梵文文学、语言学、文献学等方法论。在任教期间，他动员优秀门生，共同校订、翻译、出版《白夜柔吠陀》、《黑夜柔吠陀》。他被时人尊为德国印度学的中心实力派。
| 年份      | 出版地 | 著作名                                       |
| --------- | ------ | -------------------------------------------- |
| 1849-1859 | 伦敦   | 《白夜柔吠陀》（3卷） Weiße Jadschurveda     |
| 1871-1872 | 莱比锡 | 《黑夜柔吠陀》 Schwarze Jadschurveda         |
| 1852      | 柏林   | 《印度文学史》 Indische Litteraturgeschichte |
| 1849-1885 |        | 《印度研究》（18卷） Indische Studien        |